# Buinaksk
Buinaksk (ru. Буйнакск) este un oraș din Daghestan, Federația Rusă și are o populație de 69.554 locuitori.